# Emmanuel Iyoha
Emmanuel Iyoha (sinh ngày 11 tháng 10 năm 1997 ở Düsseldorf) là cầu thủ bóng đá người Đức chơi ở vị trí tiền đạo cho Fortuna Düsseldorf.